# Boscardinita
La boscardinita és un mineral de la classe dels sulfurs, que pertany al grup de la sartorita. Rep el nom en honor de Matteo Boscardin (n. 1939), col·leccionista de minerals, per la seva contribució al coneixement de la mineralogia regional a Itàlia a través de la publicació de més de 100 articles.

## Característiques
La boscardinita és un element químic de fórmula química TlPb₄(Sb₇As₂)S18. Va ser aprovada com a espècie vàlida per l'Associació Mineralògica Internacional l'any 2011. Cristal·litza en el sistema triclínic. Químicament es troba relacionada amb la chabourneïta, la jentschita i la protochabourneïta.

## Formació i jaciments
Va ser descoberta a la mina del Mont Arsiccio, a Sant'Anna di Stazzema, Stazzema (Toscana, Itàlia). També ha estat descrita a Jas Roux, a La Chapelle-en-Valgaudemar (Provença - Alps - Costa Blava, França). Aquests dos indrets són els únics de tot el planeta on ha estat descrita aquesta espècie mineral.